# Karl von Venningen-Ullner von Diepurg
Baron Karl von Venningen-Ullner von Diepurg (* 15. Januar 1866 in Riegerding, Oberösterreich; † 25. Oktober 1914 in Domèvre-en-Haye, Lothringen) war ein deutscher Großgrundbesitzer, Sportfunktionär und preußischer Kavallerieoffizier.

## Leben
Der Großherzoglich Badische Kammerherr, aus dem Geschlecht der Herren von Venningen, war Majoratsherr auf Eichtersheim und Preußischer Rittmeister a. D. (1885–1898). Er hatte 1897 Schloss Solms in Baden-Baden gekauft und war im dortigen Rennverein aktiv, von 1908 bis 1914 als Vorsitzender. Nachdem er in seiner Jugend aktiver Ringer gewesen war, wurde er 1909 als Nachfolger von Egbert Hoyer von der Asseburg in das Internationale Olympische Komitee gewählt. 1912 gehörte er der dreiköpfigen Kommission des IOCs zusammen mit dem Niederländischen IOC-Mitglied Baron Frederik Willem Christiaan Hendrik van Tuyll van Serooskerken sowie dem Schwedischen Viktor Balck an, die die Fehler und Probleme der Olympischen Spiele 1912 in Stockholm sammeln und systematisieren sollte, um sie bei den Olympischen Spielen 1916 in Berlin nicht zu wiederholen. Im Ersten Weltkrieg wurde von Venningen-Ullner reaktiviert, diente als Eskadron-Chef der im August 1914 aufgestellten 1. Landsturm-Eskadron des XIV. Armee-Korps (Deutsches Kaiserreich) und fiel bereits zu Beginn des ersten Kriegswinters an der Spitze seiner Eskadron bei Domèvre.